# Pseudocobelura
Pseudocobelura (лат.) — род усачей трибы Acanthocinini из подсемейства ламиин.

## Описание
Коренастые жуки с булавовидными бёдрам. От близких групп отличается следующими признаками: переднегрудь без боковых и спинных бугорков; надкрылья с мелким центробазальным гребнем и продольным килем около шва; мезовентральный отросток бугристый; базальный метатарзомер равен по длине примерно двум следующим вместе взятым членикам задней лапки.

## Классификация и распространение
Включает 2 вида. Встречаются, в том числе, в Северной и Южной Америке.
- Pseudocobelura prolixa (Bates, 1864)
- Pseudocobelura succincta Monné & Martins, 1976